# National League
National League (oficiálním názvem dle sponzora Vanarama National League) je pátá nejvyšší fotbalová soutěž v Anglii. Soutěž byla založena v roce 1979 pod jménem Alliance Premier League. Do roku 1987 se ze soutěže do Football League nepostupovalo. V roce 2015 byla celá Football Conference (Conference Premier, Conference North, Conference South) přejmenována na National League.

## Název
- Alliance Premier League (1979–1986)
- Conference National (1986–2007)
- Conference Premier (2007–2015)
- National League (2015–)[2]

## Vítězové
| Sezóna  | Vítěz                      | Vítěz play-off      |
| ------- | -------------------------- | ------------------- |
| 1979/80 | Altrincham1                |                     |
| 1980/81 | Altrincham1 (2)            |                     |
| 1981/82 | Runcorn1                   |                     |
| 1982/83 | Enfield1                   |                     |
| 1983/84 | Maidstone United1          |                     |
| 1984/85 | Wealdstone1                |                     |
| 1985/86 | Enfield1 (2)               |                     |
| 1986/87 | Scarborough                |                     |
| 1987/88 | Lincoln City               |                     |
| 1988/89 | Maidstone United (2)       |                     |
| 1989/90 | Darlington                 |                     |
| 1990/91 | Barnet                     |                     |
| 1991/92 | Colchester United          |                     |
| 1992/93 | Wycombe Wanderers          |                     |
| 1993/94 | Kidderminster Harriers2    |                     |
| 1994/95 | Macclesfield Town2         |                     |
| 1995/96 | Stevenage Borough2         |                     |
| 1996/97 | Macclesfield Town (2)      |                     |
| 1997/98 | Halifax Town               |                     |
| 1998/99 | Cheltenham Town            |                     |
| 1999/00 | Kidderminster Harriers (2) |                     |
| 2000/01 | Rushden & Diamonds         |                     |
| 2001/02 | Boston United              |                     |
| 2002/03 | Yeovil Town                | Doncaster Rovers    |
| 2003/04 | Chester City               | Shrewsbury Town     |
| 2004/05 | Barnet (2)                 | Carlisle United     |
| 2005/06 | Accrington Stanley         | Hereford United     |
| 2006/07 | Dagenham & Redbridge       | Morecambe           |
| 2007/08 | Aldershot Town             | Exeter City         |
| 2008/09 | Burton Albion              | Torquay United      |
| 2009/10 | Stevenage Borough (2)      | Oxford United       |
| 2010/11 | Crawley Town               | Wimbledon           |
| 2011/12 | Fleetwood Town             | York City           |
| 2012/13 | Mansfield Town             | Newport County      |
| 2013/14 | Luton Town                 | Cambridge United    |
| 2014/15 | Barnet (3)                 | Bristol Rovers      |
| 2015/16 | Cheltenham Town (2)        | Grimsby Town        |
| 2016/17 | Lincoln City (2)           | Forest Green Rovers |
| 2017/18 | Macclesfield Town (3)      | Tranmere Rovers     |
| 2018/19 | Leyton Orient              | Salford City        |
| 2019/20 | Barrow                     | Harrogate Town      |
| 2020/21 | Sutton United              | Hartlepool United   |
| 2021/22 | Stockport County           | Grimsby Town        |
| 2022/23 | Wrexham                    | Notts County        |
| 2023/24 | Chesterfield               | Bromley             |
| 2024/25 | Barnet                     |                     |

Poznámky
- 1  Do roku 1987 se do English Football League nepostupovalo.
- 2  Nepostup kvůli nevyhovujícímu stadionu, pravidlo platné až do roku 1997.